# Chabelley
Chabelley (Chebele) est un village de Djibouti, dans la région d'Arta. Il est traversé par le chemin de fer djibouto-éthiopien, au niveau d'un viaduc ferroviaire et à proximité d'un l'aérodrome.

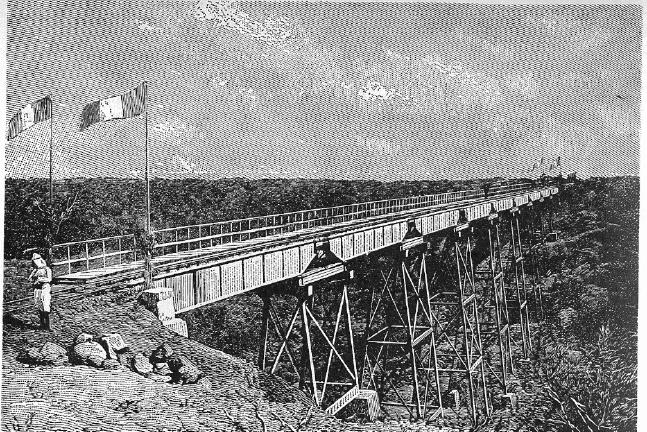
Viaduc ferroviaire de Chabelley, gravure de 1898.

Ce poste militaire a été créé dans le but de protéger le viaduc contre le sabotage ou la destruction.